# 北本宿囃子連
北本宿囃子連（きたもとじゅくはやしれん）は、埼玉県北本市の郷土芸能団体。

## 概要
松山流神田囃子を伝承するほか、大神楽獅子「本宿天神社獅子舞」を伝承。全国獅子舞フェスティバルに出演するなど、一頭立ての獅子舞の少ない埼玉県内では珍しい芸能として近年注目を集める。
祭囃子は、現在の桶川市上日出谷より伝習、平成25年に130周年を迎える。獅子舞は大正7年に川越の丸井太神楽関係者より伝習したと見られている。東日本大震災復興支援郷土芸能大会、川原湯温泉を応援する仲間たちによる手作りの郷土芸能大会などを主催。埼玉一元気な囃子連として平成24年1月、埼玉中央よみうり誌に紹介される。本宿天神社を拠点に活動。
囃子の演奏曲目には、ブッツケ、アガリ、ジ、オオギリ、シンギリ、シチョウメン、サギリ、オカザキ、ミツボシなどがある。
主な奉納日は、2月25日、3月35日、7月24・25日。主な出演は北本市本宿天神社・神楽殿、北本市郷土芸能大会など。